# 11 september-attackerna
11 september-attackerna (engelska: September 11 attacks) eller 9/11 (nine-eleven) var en serie samordnade terroristattacker genomförda av den islamistiska terroristorganisationen al-Qaida riktade mot civila och militära byggnader i USA den 11 september 2001. Fyra amerikanska passagerarflygplan kapades; två av dem flögs in i det civila World Trade Centers tvillingtorn på Manhattan i New York. Det tredje flögs in i USA:s försvarshögkvarter Pentagon i Virginia och det fjärde havererade på ett fält utanför Shanksville i Pennsylvania. Attackerna dödade 2 996, skadade över 6 000 personer och orsakade skador i egendom och infrastruktur för minst 10 miljarder dollar. De allra flesta dödsoffer var de som dog i eller nära tvillingtornen, antingen då de attackerades eller rasade, detta har gjort att attackerna mot tvillingtornen har fått mest uppmärksamhet i media.
En betydande andel av de döda, omkring 1 300–1 400 människor, var de som blev fångar i de översta delarna av det norra tornet, ovanför eller nära kraschzonen. De omkom antingen genom fall från byggnaden, rökgasförgiftning, brännskador eller när tornet kollapsade klockan 10.28 lokal tid. Det södra tornet hade till viss del evakuerats då det andra planet rammade dess sydvästra sida klockan 9.03 lokal tid, varför antalet omkomna var lägre (jämfört med norra tornet), med drygt 700 människor inkluderat brandmän och andra hjälparbetare som omkom då det kollapsade.
Attacken räknas som det största terrorattentatet i världshistorien och ses som en av de mest betydelsefulla händelserna i modern tid vad gäller ekonomiska, sociala, politiska, kulturella och militära effekter i USA och många andra delar av världen. Som svar på attackerna startade USA kriget mot terrorismen. USA:s kongress lät granska attackerna genom Kommissionen för terrorattackerna mot USA.
Inför 20-årsdagen av terrorattackerna har Joe Biden låtit underteckna en presidentorder. I och med ordern har han låtit justitieministern Merrick Garland gå igenom en lång rad dokument från organisationen Federal Bureau of Investigation. Anledningen är att allmänheten ska få tillgång till tidigare hemligstämplade dokument. En av orsakerna till orderna är påtryckningar från anhöriga till de som avled i attackerna. Opinionsundersökningar har också visat att stora delar av USA:s befolkning anser att den officiella utredningen inte gav tillfredsställande svar.

## Attackerna

Denna bild illustrerar hur flygplansvraken slog ned.

Under tisdag förmiddag den 11 september 2001 kapades fyra amerikanska inrikesflygplan varav det första (Flight 11) kapades vid klockan 8.14 lokal tid (Eastern Daylight Time). En del passagerare och kabinpersonal lyckades ringa via det så kallade "GTE Airphone"-systemet och kunde på så sätt underrätta sina anhöriga och larmpersonal om vad som hänt. Två samtal ombord på flight 93 gjordes via mobiltelefoner. Passagerarna rapporterade bland annat att ett antal kapare tagit över planen. Det har senare bekräftats att det fanns 19 kapare ombord på planen; fyra på United Airlines Flight 93 och fem vardera på de tre andra planen. Kaparna ska enligt uppgifter ha tagit kontroll över planen med mindre knivar som vapen (mattknivar nämndes enbart i samband med Flight 77), med vilka de dödade delar av besättningen. På två av planen ska även pepparspray eller tårgas ha använts för att hålla passagerarna borta från förstaklasskabinen. Även bombhot förekom, men det är troligt att dessa bomber inte var riktiga.

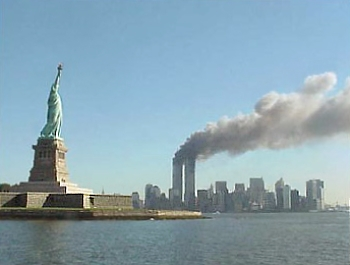
Vy över Frihetsgudinnan med World Trade Center i bakgrunden.

Klockan 08:46 lokal tid (EDT) träffade American Airlines Flight 11 World Trade Centers norra torn mellan våningarna 93 och 99. Kollisionen skedde i princip rakt mot tornet vilket skadade stommen i de berörda våningarna och medförde att alla trappor och hissar i kollisionszonen blev helt oanvändbara. Därigenom blev samtliga personer som befann sig ovanför eller nära kollisionszonen fångar i byggnaden. Röken som bildades gjorde att många slog sönder fönstren för att få in luft, och cirka 200 personer dog antingen genom självmord genom att hoppa från byggnaden eller genom att falla vid misslyckade försök att klättra ner från byggnaden utifrån.
I det norra tornet, där planet träffade stommen mitt i, har det även rapporterats om bränder och explosioner samt dödsfall längre ner i byggnaden och även i lobbyn, detta då brinnande jetbränsle föll ner genom hisschakten.
Klockan 09.03 flög United Airlines Flight 175 in i det södra tornet i en hastighet av 950 km/h, och träffade den sydöstra sidan mellan våningarna 77 och 85. Planet kom från sidan och var först nära att missa byggnaden eller möjligen träffa den med vänster vingspets. I och med att planet träffade byggnaden lite vid sidan om var en trappa fortfarande intakt efter kraschen. Endast 18 personer tog sig dock ner den vägen; 14 stycken vid eller i närheten av kraschzonen och fyra stycken från längre upp i byggnaden. Totalt dog cirka 700 personer i södra tornet eller i dess omedelbara närhet, de flesta då det kollapsade, detta inkluderar även brandmän och andra räddningsabetare som gått upp för att leta efter överlevande.
I det södra tornet träffades endast en bit av stommen vilket gjorde att jetbränslet koncentrerades vid träffzonen eller exploderade utanför byggnaden.
Klockan 09.29 gjorde George W. Bush sitt första uttalande om attackerna, inför cirka 200 elever och lärare på den skola han besökte. Han sade "vi har drabbats av en nationell tragedi", och höll även en tyst minut. Kort före talet hade Bush samtalat med bland andra vicepresident Dick Cheney, säkerhetsrådgivare Condoleezza Rice och FBI-chefen Robert Mueller. 

Pentagon efter att det blivit träffat av American Airlines Flight 77.

Klockan 09:37 lokal tid flög American Airlines Flight 77 rakt in i Pentagons västra fasad och dödade 125 personer inne i byggnaden och skadade ännu fler. Pentagon evakuerades omedelbart.
Klockan 09:45 meddelade FAA att all lufttrafik i USA och Kanada skulle upphöra med omedelbar verkan, något som aldrig tidigare hade inträffat. Utrikesplan på väg mot USA dirigerades till Kanada och Mexiko. Dessutom beordrades alla plan inom USA landa direkt på närmsta flygplats.

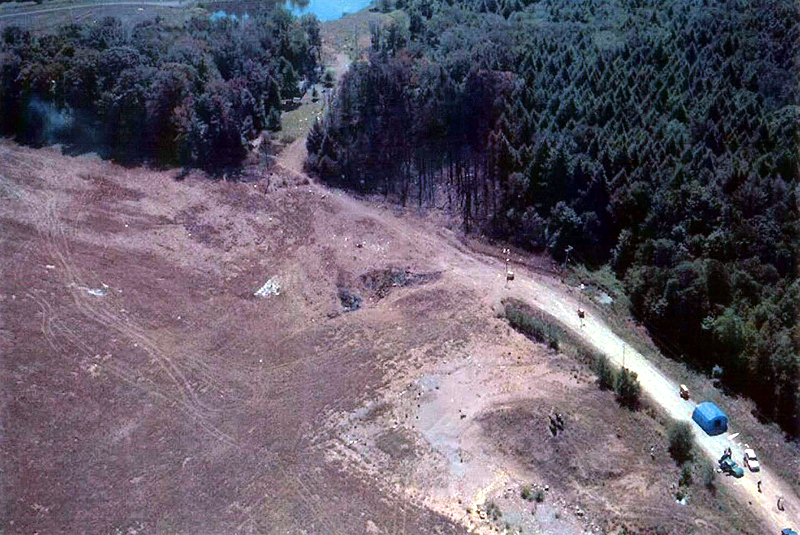
Haveriplatsen utanför Shanksville där United Airlines Flight 93 havererade.

Klockan 10:03 kraschade United Airlines Flight 93 på ett fält i Somerset County i Pennsylvania som den sista händelsen av själva attackerna. I haveriet dödades inga på marken men liksom i de övriga tre planen dog alla passagerare ombord direkt. Genom olika utredningar har det framkommit att det fjärde planet kan ha varit på väg mot Kapitolium eller Vita huset i Washington DC; även CIA:s högkvarter i Langley har nämnts som ett möjligt mål.
Man har genom återfinnande av den svarta lådan från Flight 93 fått fram information om att passagerarna kan ha övermannat kaparna i kabinen, tagit sig in i cockpiten och försökt övermanna kaparpiloten.

### Händelseförloppet

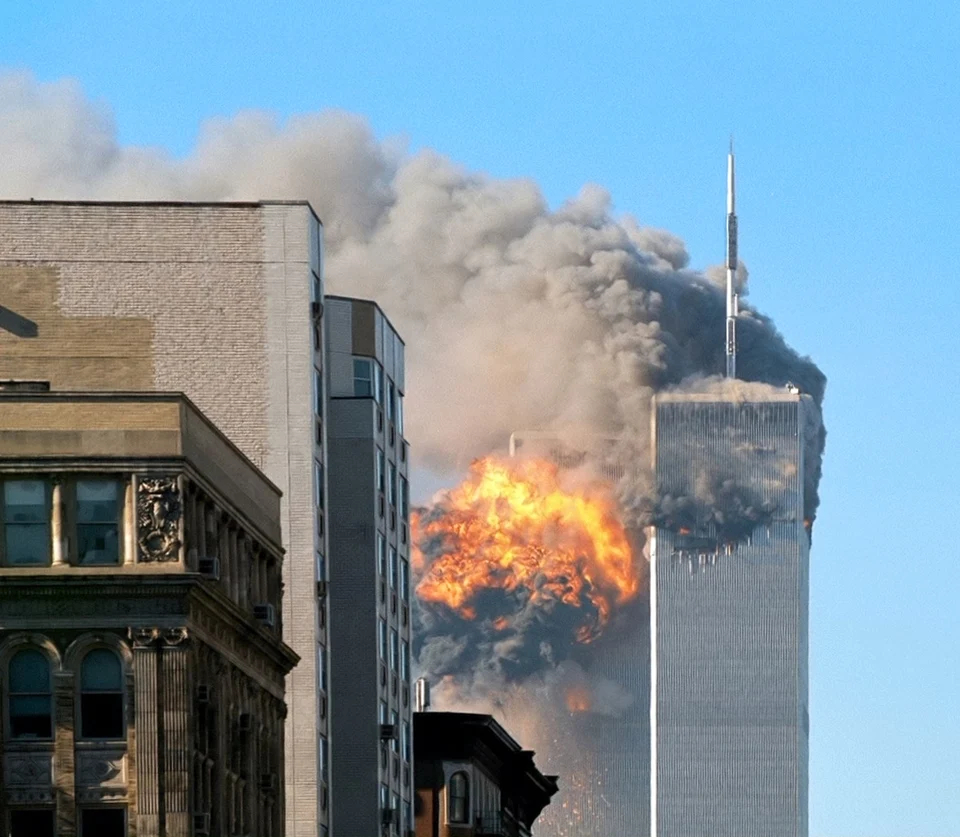
Tiotusentals liter flygbränsle antänds när United Airlines Flight 175 flyger in i det södra tornet (WTC 2) klockan 09.03 lokal tid.

- Klockan 08.14 lokal tid (EDT) (14.14 CEST) kapas det första planet (American Airlines Flight 11).
- 08.42 (14.42 CEST) - det andra planet (United Airlines Flight 175) kapas.
- 08.46 (14.46 CEST) - American Airlines Flight 11 flyger in i World Trade Centers norra torn (1 WTC).
- 08.51 (14.51 CEST) - Det tredje planet (American Airlines Flight 77) kapas.
- 09.03 (15.03 CEST) - United Airlines Flight 175 flyger in i World Trade Centers södra torn (2 WTC) vilket visas i direktsänd TV världen över.
- 09.28 (15.28 CEST) - Det fjärde planet (United Airlines Flight 93) kapas.
- 09.37 (15.37 CEST) - American Airlines Flight 77 flyger in i Pentagon i Arlington County i Virginia utanför Washington, DC.
- 09.59 (15.59 CEST) - World Trade Centers södra torn (2 WTC) kollapsar.
- 10.03 (16.03 CEST) - United Airlines Flight 93 havererar på ett fält i Somerset County i Pennsylvania.
- 10.28 (16.28 CEST) - World Trade Centers norra torn (1 WTC) kollapsar.
- 17.20 (01.20 CEST) - 7 WTC kollapsar enligt officiella utredningen efter "kollaps av en byggnadskolonn i nordöstra delen, orsakad av brandinducerad skada på det intilliggande golvsystemet och anslutningarna" efter en brand som pågått i sju timmar.[9]

Förutom World Trade Centers tvillingtorn och 7 WTC skadades även ett till antal byggnader i området eller dess omedelbara närhet mer eller mindre allvarligt.

### 9/11
Attackerna kallas ofta för 11 september, 9/11 eller 9-11 (i USA skrivs månaden före dagen och uttalas oftast "nine eleven", på svenska skulle det bli 11/9).

### Dödsoffer
| World Trade Center | Tornen     | 2 605 |
| World Trade Center | Flight 11  | 92    |
| World Trade Center | Flight 175 | 65    |
| Pentagon           | Byggnaden  | 125   |
| Pentagon           | Flight 77  | 64    |
| Shanksville        | Flight 93  | 44    |
| Totalt antal döda  | 2 995      | 2 995 |

Efter kollisionerna satte räddningspersonalen upp två ledningsplatser längst ner i vardera tornen. När man skulle kalla ut räddningspersonalen på grund av rasrisk fungerade inte kommunikationerna, vilket gjorde att många brandmän blev fast i tornen när de rasade. Totalt dog 2 762 av de cirka 17 400 människorna som befann sig i World Trade Center under attacken. Samtliga 265 flygplanspassagerare dog. Av det totala antalet döda var 343 brandmän och 60 poliser. Resterande 2 193 var civila. Dödssiffrorna kommer från kommissionens officiella rapport, de är dock inte helt säkra.
Enligt AP identifierade utredarna i New York cirka 1 600 kroppar, medan de resterande cirka 1 100 inte gick att identifiera. Enligt AP har New York ”ungefär 10 000 oidentifierade ben- och vävnadsdelar som inte kan matchas mot listan över döda”.

## Tvillingtornens kollaps

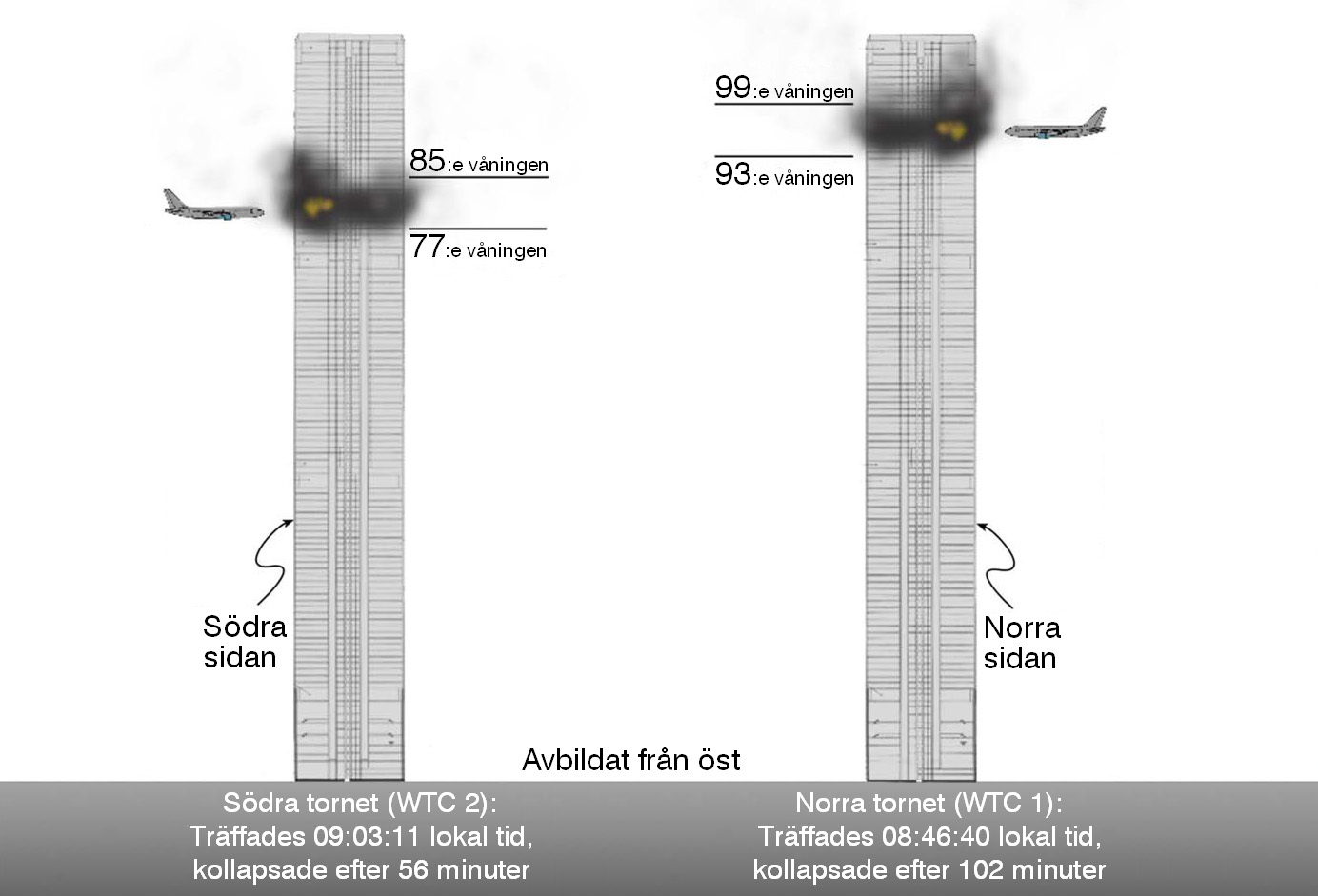
Illustration över var planen träffade, samt respektive tid till kollaps.

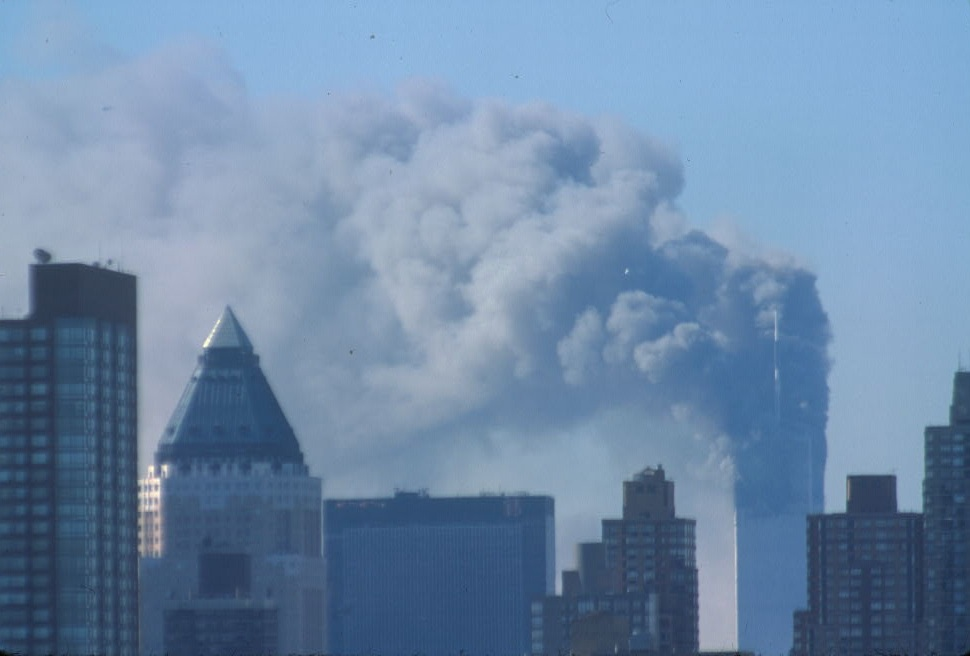
Norra tornet börjar rasa vid 10.28:23 lokal tid.

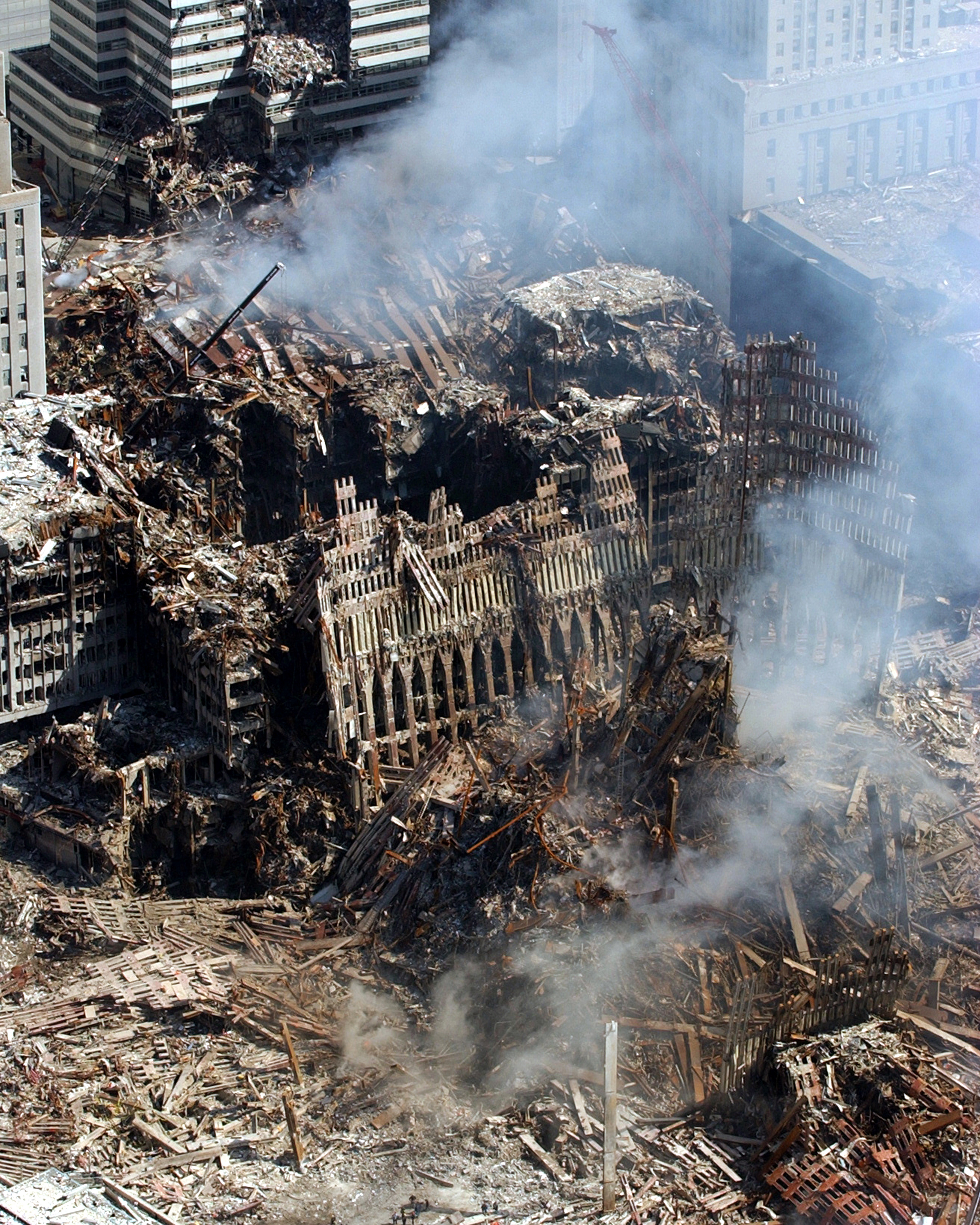
Flygbild över tornen efter att de kollapsat.

Även om tvillingtornen var designade att klara av kollisioner av fulltankade jetflygplan i och med närheten till stora flygplatser såsom John F. Kennedy International Airport och Newark Liberty International Airport så skadades de ändå strukturellt allvarligt och det som fick dem att till slut kollapsa var de intensiva bränderna från det antända jetbränslet och andra brännbara material inne i tornen som uppstod vid och omkring de redan skadade och bärande strukturerna vid kraschställena.
Kommissionens rapport fastslog att tvillingtornens kollaps berodde på följande: när flygplanen, som var tankade med cirka 10 000 amerikanske gallon (38 000 L) (Flight 11, WTC-1) respektive 9 100 amerikanske gallon (34 000 L) (flight 175, WTC-2) jetbränsle, flög in i tornen så skadades ett stort antal bärande pelare och brandskyddet avlägsnades från ett ännu större antal. När golvbalkarna i kollisionszonerna började värmas upp så släppte delar av dem och ramlade sedan ner på de mera oskadda balkarna längre ner och när även dessa började värmas upp så böjdes de kraftigt av tyngden från bråtet vilket gjorde att de drog in den bärande fasaden som till slut knäcktes av tyngden ovanför. 56 minuter efter attacken klockan 9.59 lokal tid kollapsade det södra tornet trots att det blev träffat sist, detta berodde på att planet träffade det längre ner och att det då blev mer tyngd ovanför skadan, samt att det träffades lite på sidan vilket gjorde att skadorna, bränderna och hettan koncentrerades till kollisionszonen och därmed skapade en större obalans i konstruktionen. I fallet med norra tornet fördelades skadorna jämnt över en större yta då planet träffade rakt mot byggnaden, vilket gjorde att det blev en jämnare fördelning på de skadade och bärande balkarna. En timme och 42 minuter efter attacken (10.28 lokal tid) kollapsade dock även det norra tornet.
Stommarna, som var de starkaste delarna i konstruktionerna, kunde dock bitvis stå kvar en stund efter att tornen kollapsat, vilket kunde ses när det norra tornet kollapsade och en stor bit av stommen stod kvar några sekunder efter att resten av tornet fallit.
Vid tornens kollaps dödades nästan samtliga människor som var kvar inne i dem och de byggnader som stod närmast tornen krossades omedelbart eller skadades allvarligt.
14 personer överlevde dock i norra tornets trapphus, närmare bestämt längst ner i trapphus B, som stod kvar efter att allt runtomkring hade rasat. De överlevande i trapphuset klarade sig dessutom utan större fysiska skador. En film om händelsen gjordes för att uppmärksamma detta.
Konspirationsteoretiker anser att tornen borde ha brutits av och tippat istället för att bara rasa ihop lodrätt. Den här tolkningen har skapat teorier om att tornen påverkats på ytterligare sätt, till exempel av utplacerade bomber. Det finns dock vetenskapliga förklaringar till varför de rasade som de gjorde. Byggnaderna var till exempel inte solida, utan luftfyllda, vilket gav dem utrymme att falla lodrätt. Det fanns inte heller någon betydande övervikt åt något håll, trots flygplansattackerna. Stålet i sig tog aldrig skada av bränderna mer än att fallande bråte från de uppvärmda skadade balkarna i kollisionszonerna föll ner på de mera oskadda balkarna längre ner vilket i kombination av värmen fick dem att böjas så att de drog in delar av de bärande fasaderna tills att de till slut inte klarade att hålla vikten ovanför. Redan före kollapserna fanns det rapporter från de som befann sig inne i tornen om strukturell skada som förvärrades av värmen och därmed skapade en begynnande rasrisk. När fasaderna hade dragits in och böjts tillräckligt mycket knäcktes de av tyngden ovanför varpå det skapades en kedjereaktion, en dominoeffekt, där överliggande våningar föll ner på de undre och så vidare, vilket krossade allt som var under med enorm kraft och allt som inte var metall pulveriserades mer eller mindre. De mindre byggnaderna (4, 5 och 6) hade en mer konventionell konstruktion där byggnaderna 5 och 6 till stor del klarade kollapserna. Trots att konstruktionerna skiljer sig åt har det ändå varit en hel del diskussioner kring varför dessa byggnader inte kollapsade likt tvillingtornen.
Södra tornet vek sig över skadan och därefter krossade de överliggande cirka 30 våningarna allt som fanns nedanför med ganska kort varsel, norra tornet föll nästan helt lodrätt, då det blev träffat mitt i. I och med den mindre tyngden ovanför skadan då det blev träffat nästan högst upp tog det även något längre tid innan det hade rasat helt.
Tornen rasade med en hastighet på cirka 200 kilometer i timmen.
Trots kollapsen var tornens konstruktion inte felaktig. Skyskrapor är konstruerade att kunna stå minst tre timmar vid en större brand. Tvillingtornen klarade endast en, respektive två timmar. Kritiker hävdar att andra höga byggnader som Empire State Building skulle klarat sig utan att kollapsa. Enligt den officiella tekniska rapporten skulle World Trade Centers tvillingtorn inte kollapsat, eller åtminstone klarat av att stå kvar längre, om pelarnas brandskydd förblivit intakt, vilket inte var fallet.
Tvillingtornen var konstruerade för att tåla en krasch av ett fulltankat Boeing 707-plan, vilket i början av deras konstruktion i slutet av 1960-talet, var det största passagerarplanet på marknaden.
Det fanns dock inte med i beräkningarna att ett flygplan skulle krascha in i tornen med full hastighet utan snarare vid till exempel tät dimma kanske försiktigt flyga in i tornen i ett försök att till exempel nödlanda på någon av de närliggande flygplatserna, den höga hastigheten från flygplanen under attackerna hade således en avgörande inverkan på byggnadernas konstruktion.

## Övriga skador i WTC-området eller i dess omedelbara närhet

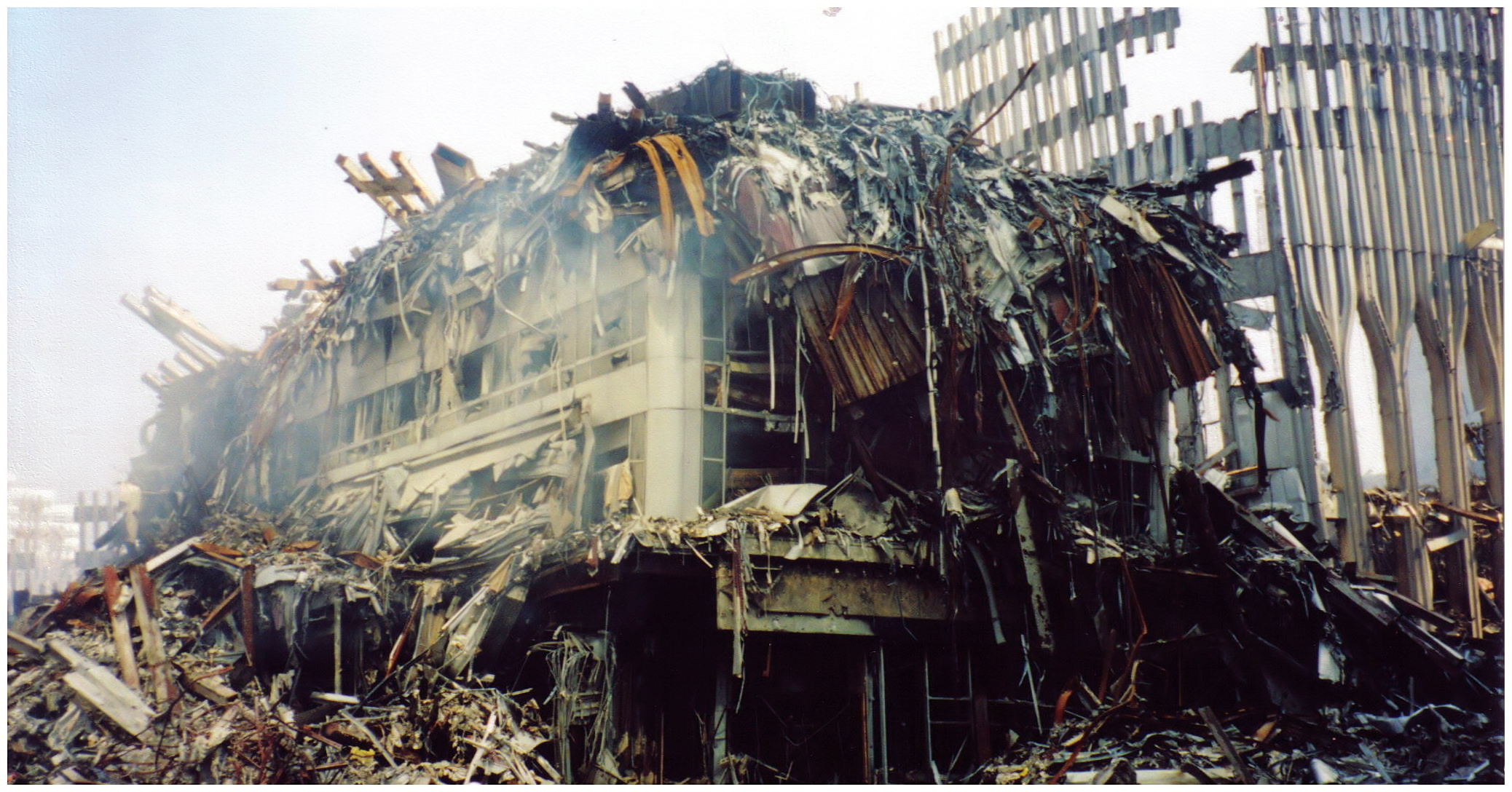
Resterna av Marriott World Trade Center efter 11 september-attackerna.

Rasmassorna från tvillingtornen träffade även de övriga byggnaderna i området eller dess omedelbara närhet; 3 World Trade Center (Marriott Hotel), som var den byggnad som stod närmast tornen, klövs mitt itu när det södra tornet kollapsade och krossades därefter när det norra tornets kollapsade så att endast en liten bit på ungefär fyra våningar i söder längst från tornen klarade sig. Även låghuset 4 WTC samt Sankt Nikolai grekisk-ortodoxa kyrka som tog emot de största delarna av rasmassorna från södra tornet totalförstördes. En annan var 7 WTC där kollapsen från framförallt det norra tornet slog upp ett stort hål i fasaden och orsakade omfattande bränder på flera våningar av huset. Sprinklersystemet fungerade inte och byggnaden var inte prioriterad under räddningsarbetet då den redan var evakuerad när det norra tornet rasade. Detta gjorde att branden härjade närmast obehindrat i nästan sju timmar innan byggnaden klockan 17.20 lokal tid var så pass skadad att den kollapsade under sin egen tyngd. I och med att den kollapsade så pass snabbt ifrågasattes den officiella förklaringen av konspirationsteoretiker. Den hade dock olikt de mindre relativt oskadda byggnaderna en liknande konstruktion som tvillingtornen med en centralstomme och bärande balkar ut till den bärande fasaden vilka försvagades, släppte och orsakade en snabb kollaps.
Vissa av byggnaderna i området såsom låghusen 5 och 6 WTC samt den närliggande skyskrapan Deutsche Bank Building som till stor del klarade kollapserna av tvillingtornen och 7 WTC men ändå tog skada fick rivas under uppröjningsarbetet eller åren därpå, dels för att förebygga rasrisk men även för att en eventuell renovering skulle ha blivit för dyr och riskfylld att genomföra, bland annat på grund av olika skadliga ämnen inne i byggnaderna, såsom asbest och annat som fanns i det finfördelade dammet som uppstod då tvillingtornen och 7 WTC kollapsade.
Totalt skadades 25 byggnader på Manhattan. Efter att tornen kollapsat täcktes Manhattan och närliggande områden i kontorspapper och ett tjockt finfördelat dammoln.

## Ansvar
Direkt efter attackerna startades en massiv utredning av FBI. Utredningen kallades PENTTBOM och skulle bli den största och mest omfattande i FBI:s historia,  då den involverade 7000 agenter. Året därpå beställde dock USA:s kongress Kommissionen för terrorattackerna mot USA som skulle granska bland annat de kringliggande faktorerna till attackerna, men även utvärdera myndigheternas egna preventiva arbete före, under och efter attentaten. Kommissionens uppgift var även att föreslå eventuella förbättringar inom terroristbekämpningen.
Det militanta islamistiska al-Qaida, som tidigare utfört attacker mot amerikanska mål, fick tidigt skulden för attackerna, både av USA:s regering och media. Ledaren Usama bin Ladin förnekade dock inblandning och kännedom om attackerna. Usama Bin Ladin hade tidigare startat ett ”heligt krig” mot USA.
Det första offentliga framträdandet från Usama bin Ladins sida kom den 16 september 2001, då han gjorde följande uttalande i TV-kanalen al-Jazira: ”Jag betonar att jag inte utfört den här gärningen, som förmodligen utförts av individer med egen motivation”, Det andra framträdandet kom den 28 september i tidningen Daily Ummat. I intervjun säger bin Ladin följande: ”Jag har redan sagt att jag inte är inblandad i 11 september-attackerna i USA. Som en muslim försöker jag undvika att ljuga. Jag saknade kännedom om attackerna; jag anser inte heller att dödandet av oskyldiga kvinnor, barn och andra människor är goda gärningar. Sådana gärningar är förbjudna, även i krig.”. Enligt USA:s militär fann man ett videoband i ett övergivet hus i Afghanistan cirka en månad efter attackerna. På bandet, som sändes på TV i december 2001, ser man en man som liknar bin Ladin och Khaled al-Harbi prata. På bandet verkar det som att mannen erkänner att han planerat attackerna, även om översättningen var omstridd.

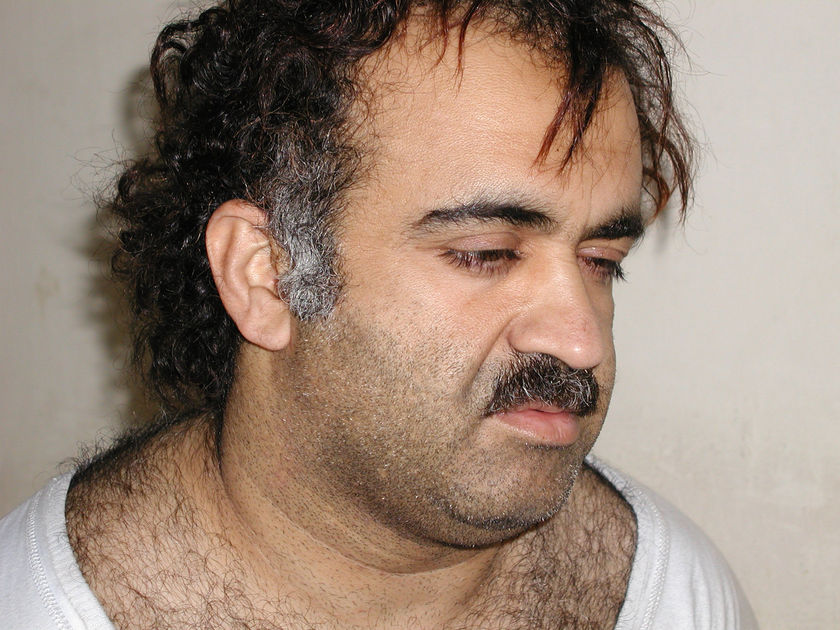
Khalid Sheikh Mohammed.

Den 22 juli 2004 publicerade 11 septemberkommissionen sin rapport. I den fastslås det att attackerna planerades och utfördes av al-Qaida-medarbetare med en budget på cirka en halv miljon dollar. Det fastslås även att hjärnan bakom attackerna var Khalid Sheikh Mohammed. Före detta vice presidenten Dick Cheney uttalade 2006 att det inte fanns bevis för att Usama Bin Ladin låg bakom 11 septemberattackerna.
Det finansiella stödet till kaparna redovisades aldrig genomgående av Kommissionen för terrorattackerna mot USA. De menade att de finansiella spåren var av ”föga praktisk betydelse”. FBI har dock redovisat och bekräftat att finansiellt stöd kommit från Pakistan. FBI:s John Pistole vittnade om detta till kongressen i USA juli 2003. Dennis Lormel vid FBI:s ekobrottsrotel bekräftade indisk säkerhetstjänsts uppgifter om att Pakistanska ISI ligger bakom en överföring på 100 000 dollar till självmordspiloten Mohammed Atta. Detta har kommenterats av bland andra Daniel Ellsberg som är känd för att ha lämnat ut Pentagon Papers under Richard Nixons presidentperiod. Han sade bland annat att det verkar mycket troligt att Pakistan var mycket involverade i 11 septemberattackerna. Han jämförde också Pakistanska ISI och CIA med argumentet att det är svårt att påstå att ISI visste något som CIA inte visste. Samtidigt som 11-septemberattackerna skedde, satt dåvarande ISI-chefen Mahmood Ahmad i möte med senator Bob Graham, Porter Goss och senator Jon Kyl i Washington. Mahmood Ahmad avgick som ISI-chef i oktober 2001.
Element inom Saudiarabiska underrättelsetjänsten har liksom Pakistan anklagats för att ha samröre med  ”kaparna”. Enligt senatorn Bob Graham finns det bevis för att utländska regeringar delvis stödde 11 september-kaparna. Bevisen är enligt Graham hemligstämplade. Det finns starka indikationer att det är Saudiarabien Graham pratar om. Bob Graham skrev en bok ”Intelligence matters” som vidrörde kaparna Nawaf al-Hazmi och Khalid al-Mihdhar. I boken beskrivs hur en saudisk agent vid namn Al Bayoumi stod för beskyddet för de två kaparna medan de vistades i USA.. Vita husets dåvarande chef angående kontraterrorism Richard Clarke har uttalat att han tror att CIA med George Tenet i spetsen undanhållit information om dessa två kapare. Clarke har också påpekat att George Tenet hade mycket nära relation med Prins Turki Al-Faisal som var chef för den saudiska underrättelsetjänsten, och att dessa mycket väl skulle ha kunnat syssla med någon underrättelseverksamhet kopplat till Nawaf al-Hazmi och Khalid al-midhar före 11 september. En stor anledning till att Richard Clarke och andra har haft misstankar mot CIA, är att dessa två kapare var övervakade redan år 2000 vid ett möte i Kuala Lumpur. Trots det kunde kaparna resa in i USA utan problem.
Den 29 oktober 2004 sände TV-kanalen al-Jazira ett videoband med Usama bin Ladin, där han tar på sig ansvaret för attackerna.
I mars/april 2006 offentliggjordes ett detaljerat 58-sidigt vittnesmål av Khalid Sheikh Mohammed innehållande många detaljer runt planeringen och genomförandet. Det råder oklarhet om själva erkännandet från Sheik Mohammed tillkom under tortyr, men tortyr har i alla fall tillämpats i vissa fall genom skendränkning. Vittnesmålet är en partsinlaga.
I dagsläget[när?] har ett antal mindre betydande personer dömts för inblandning i attackerna. Dock har några av de mest betydelsefulla personerna inom Al-Qaida tillfångatagits eller eliminerats. Khalid Sheikh Mohammed, som påstås ha bistått bin Ladin med bland annat planering, greps i Pakistan 2003. Usama bin Ladin sköts till döds med två skott av den amerikanska insatsstyrkan Navy SEAL i en planerad attack i staden Abbottabad ca 150 km norr om huvudstaden Islamabad den 1 maj 2011. Khalid Sheikh Mohammed har inte dömts för attackerna ännu. Han väntar rättegång vid en militär domstol tillsammans med 4 andra åtalade vid Guantanamo-basen.

## Varningar
Det fanns många varningar om att 11 september-attackerna var på väg att ske. Flera underrättelsetjänster världen över hade fått information om attackerna i förväg, enligt många källor.
Brittiska underrättelsetjänsten MI6 varnade USA:s ambassad i London 1999, om grupper som planerade att kapa passagerarflygplan och använda dem som "flygande bomber". 

Tysk underrättelsetjänst varnade CIA i juni 2001 om kommande attacker med passagerarflygplan använda som vapen, mot "amerikanska och israeliska symboler".
Egyptisk underrättelsetjänst varnade CIA sent i juli om att 20 Al-Qaida medlemmar befann sig på amerikansk mark, och att fyra av dem flygtränat med mindre flygplan. Informationen ska ha kommit från egyptiska informanter i Afghanistan.
Rysslands Vladimir Putin varnade USA i augusti 2001 för att det fanns självmordspiloter tränade för att anfalla amerikanska mål.
Nikolaj Patrusjev som var chef för den ryska underrättelsetjänsten uttryckte senare att de tydligt varnat USA vid flera tillfällen, utan framgång.
Dåvarande amerikanska presidenten George W Bush fick i sitt dagliga protokoll den 6 augusti 2001 information om att Usama bin Ladin eventuellt skulle kapa passagerarflygplan på amerikansk mark.

### Motiv
11 september-attackerna tros ha varit en del av al-Qaidas kampanj mot USA. 1998 utfärdade Usama bin Ladin och andra militanta islamister (som kallar sig Världsislamiska fronten) en fatwa som redogör för tre huvudanledningar till ett heligt krig mot USA:
- USA:s militära närvaro på den arabiska halvön utgör en ockupation av islams heligaste platser. Enligt uttalandet är de amerikanska baserna en spjutspets för USA:s kamp mot muslimer i området.
- Det USA-ledda Kuwaitkriget mot Irak och de därpå följande sanktionerna som amerikanerna inte har någon avsikt att avsluta har lett till många dödsoffer.
- Med hjälp av krig stödjer USA Israel och vad som uppfattas som ockupation av de palestinska områdena. USA vill försvaga och splittra arabländerna för att garantera Israels överlevnad.

I meddelandet står även att amerikanernas handlingar är en krigsförklaring mot Allah, hans budbärare och muslimer samt att ulama genom Islams historia har varit överens om att jihad är individens plikt om fienden förstör muslimska länder.
Enligt 11 septemberkommissionens rapport härstammar hjärnan bakom attackerna Khalid Sheikh Mohammeds vrede mot USA från hans våldsamma motstånd mot USA:s utrikespolitik till stöd för Israel.
I videon från 2004, där bin Ladin tar på sig ansvaret för attackerna, hävdar han att hans motiv till attackerna var att återställa frihet i vårt land, att straffa förövarna samt att skada USA ekonomiskt.
George W Bush sade i ett tal att attackerna inte var terrorgärningar, utan krigsgärningar. Bushadministrationen hävdar att al-Qaidas motiv var att de hatade amerikansk frihet och demokrati.

## Följder

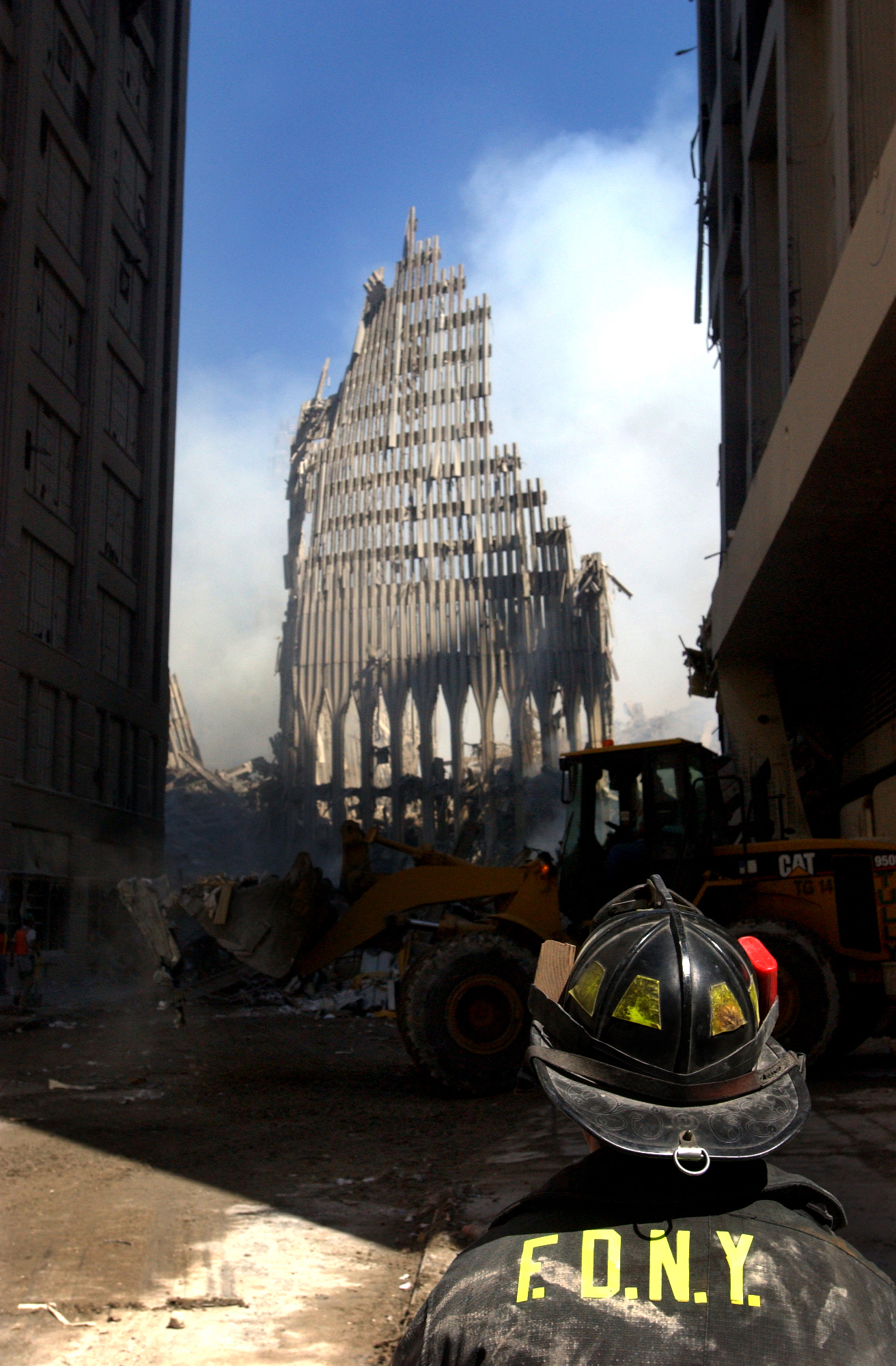
En brandman framför ruinerna av det södra tornet.

### USA:s reaktioner
Attackerna hade en omedelbar och överväldigande effekt på USA:s befolkning. Stor tacksamhet och respekt visades mot uniformerade statstjänstemän, särskilt brandmän, på grund av den stora risk de tog under attackernas gång, men också för att dödssiffran bland dem saknar motstycke i USA:s historia. New Yorks dåvarande borgmästare, Rudolph Giuliani, blev hyllad som en hjälte över hela nationen. Även president Bush fick stort stöd och hade i opinionsundersökningar cirka 85 procent av befolkningen bakom sig.
Tiden efter 11 september fick New York-borna mycket sympatier även om alla dödsoffer inte kom från New York. Detta späddes på av de talrika bombhoten mot offentliga byggnader i New York veckorna efter 11 september, samt av mjältbrandattackerna, av vilka de flesta riktades mot adresser i New York. Bloddonationerna ökade markant efter attackerna.

### Räddningsarbete, återhämtning, kompensation och hälsoeffekter
Räddnings- och återhämtningsarbetet tog flera månader att slutföra. Bara att släcka elden i rasmassorna tog flera veckor. Efter tornens kollaps kunde en gemensam katastrofledning inte upprättas, något som gjorde att de flesta räddningsarbetare agerade på egen hand. Många volontärer kom för att hjälpa till, men deras hjälp ansågs inte nödvändig. Katastrofgrupper från andra delstater anlände även. Uppröjningen var klar först i maj 2002. 
Många bidragsfonder startades för att hjälpa alla drabbade och på tre veckor fick de sammanlagt in 657 miljoner dollar.
De vanligaste skadorna personer i närheten av World Trade Center fick var ögon- och inandningsskador. En del forskare menade att de föroreningar som släpptes ut i samband med tornens kollaps kunde vara skadligt för foster. Därför testades alla barn vars mödrar var gravida och närvarande då tvillingtornen kollapsade. Resultat från en studie publicerad 2004 visade på en genomsnittlig minskad födelsevikt och födelselängd för barn vars mödrar var gravida och närvarande vid händelsen och indikerade att föroreningar och eller stress relaterad till händelsen hade haft en påverkan på barnens utveckling.

### Ekonomiska effekter
Attackerna medförde stora negativa effekter för världsmarknaden och inte minst för USA. New York-börserna New York Stock Exchange, American Stock Exchange och Nasdaq öppnade inte den 11 september. Börserna öppnades igen den 17 september, efter den längsta stängningen sedan den stora depressionen. En vecka efter återöppningen hade börserna fallit med 14,3 procent, en aktievärdeminskning på 1,2 biljoner dollar. 2005 var Wall Street-byggnaderna fortfarande hårt bevakade för att förhindra attacker mot dem. USA:s luftrum hölls stängt fram till den 14 september. När luftrummet väl öppnats minskade antalet flygresenärer kraftigt. 2005 hade flygbranschen ännu inte återhämtat sig fullt ut. Fram till 11 september hade många länder, bland annat Sverige, Norge och Finland ingen eller ytterst begränsad säkerhetskontroll för inrikesflyg. Det infördes inom några timmar, så långt det var möjligt. Inom cirka två år fanns säkerhetskontroll på alla flygplatser i Sverige, vilket krävde betydande ombyggnader.

### Politiska reaktioner
Den första tiden efter attackerna fick Bushadministrationen nästan fullständigt stöd av kongressen, till och med av oppositionen.
Snart sprack dock koalitionen, när många inom det Demokratiska partiet ansåg att Bush försökte införa undantagslagar inom USA (se USA PATRIOT Act) och förfalskade bevis för att kunna invadera Afghanistan och Irak på jakt efter al-Qaida och Usama bin Ladin.

### Internationella reaktioner
Attackerna fick stora globala politiska effekter och de fördömdes världen över. Den 7 oktober 2001 inledde USA och dess allierade en invasion av det talibanstyrda Afghanistan, som misstänktes ha samröre med al-Qaida. En viktig allierad var Afghanistans grannland Pakistan, som tillät USA att använda vissa av deras militära anläggningar. Landet är muslimskt, vilket anses vara moraliskt viktigt. Invasionen av Afghanistan ledde till att över 600 misstänkta al-Qaida-medlemmar greps.
Många länder introducerade hårda antiterrorlagar, som bland annat gjorde att man kunde frysa misstänkta terroristers bankkonton. Polis- och underrättelseorganisationer från hela världen samarbetade för att gripa misstänkta terrorister och oskadliggöra terrornätverk.

### Konspirationsteorier

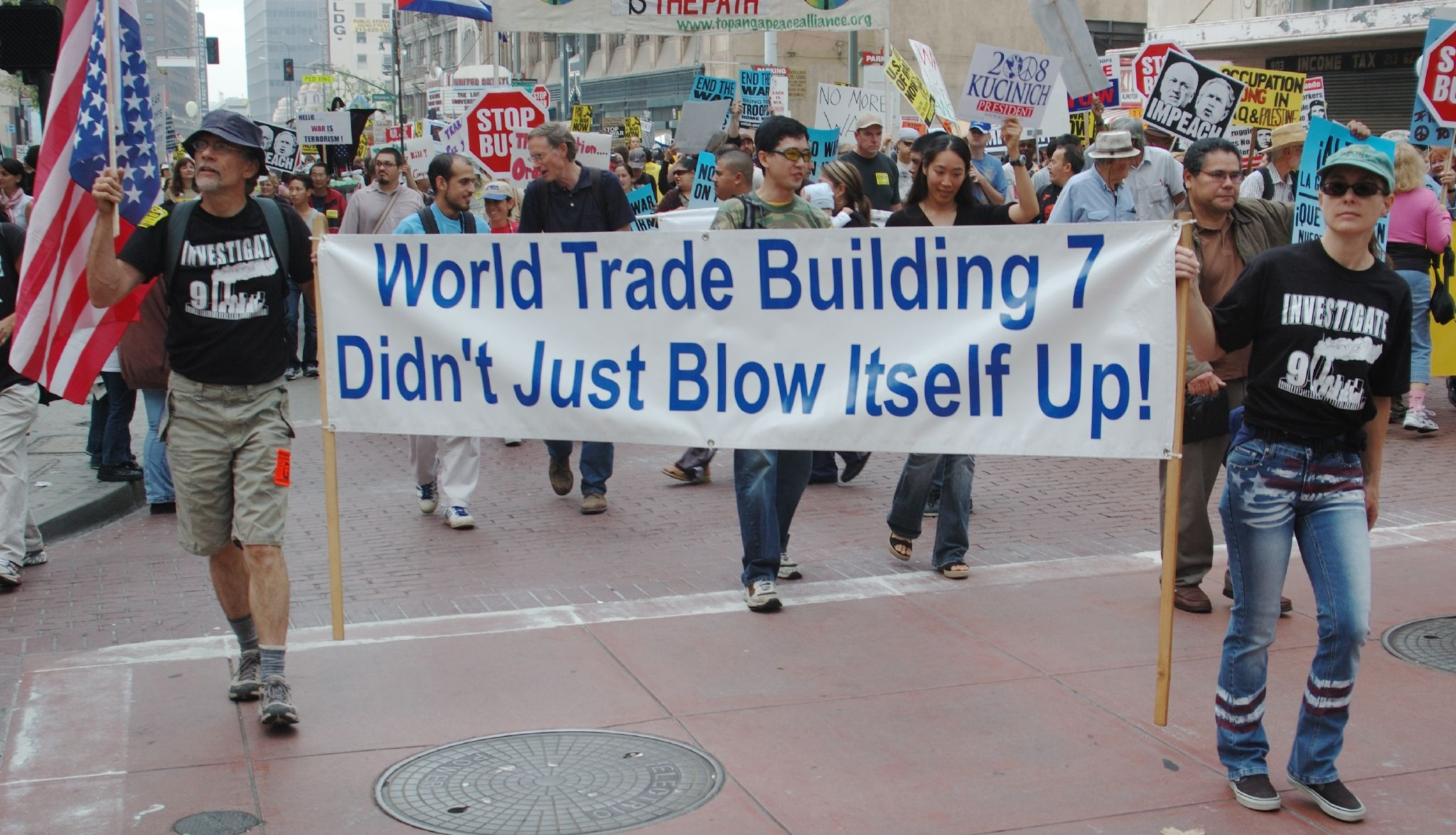
Företrädare för Sanningsrörelsen demonstrerar i Los Angeles.

Ett antal konspirationsteorier har uppstått i kölvattnet av attackerna. En del menar att statsledningen i USA kände till att attackerna var på väg men att man medvetet inte förhindrade dem; en del andra att det inte var al-Qaida som genomförde attacken. Inte sällan pekas organ och personer inom USA:s administration ut som misstänkta. De här teorierna accepteras inte som trovärdiga av de flesta politiker, etablerade journalister, forskare eller utredare enligt bland andra tidskriften Popular Mechanics. Bland annat brister i utredningsarbetet efter attackerna brukar lyftas fram som skäl till att konspirationsteorier frodas. Dramatiska händelser av den här digniteten brukar föda konspirationsteorier.

## Uppröjningsarbete/återuppbyggnad

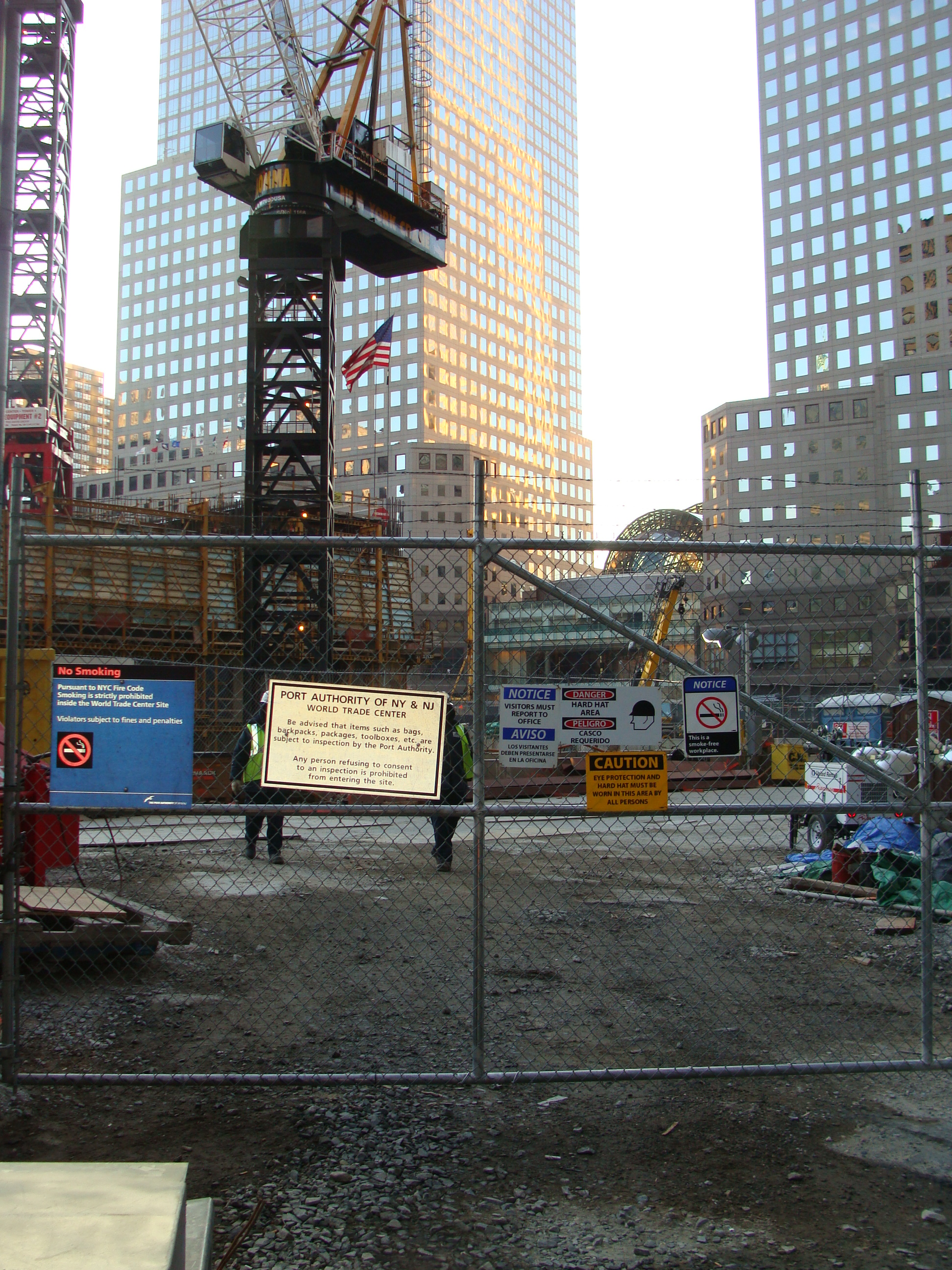
Entré till byggnadsplatsen av nya WTC i januari 2009.

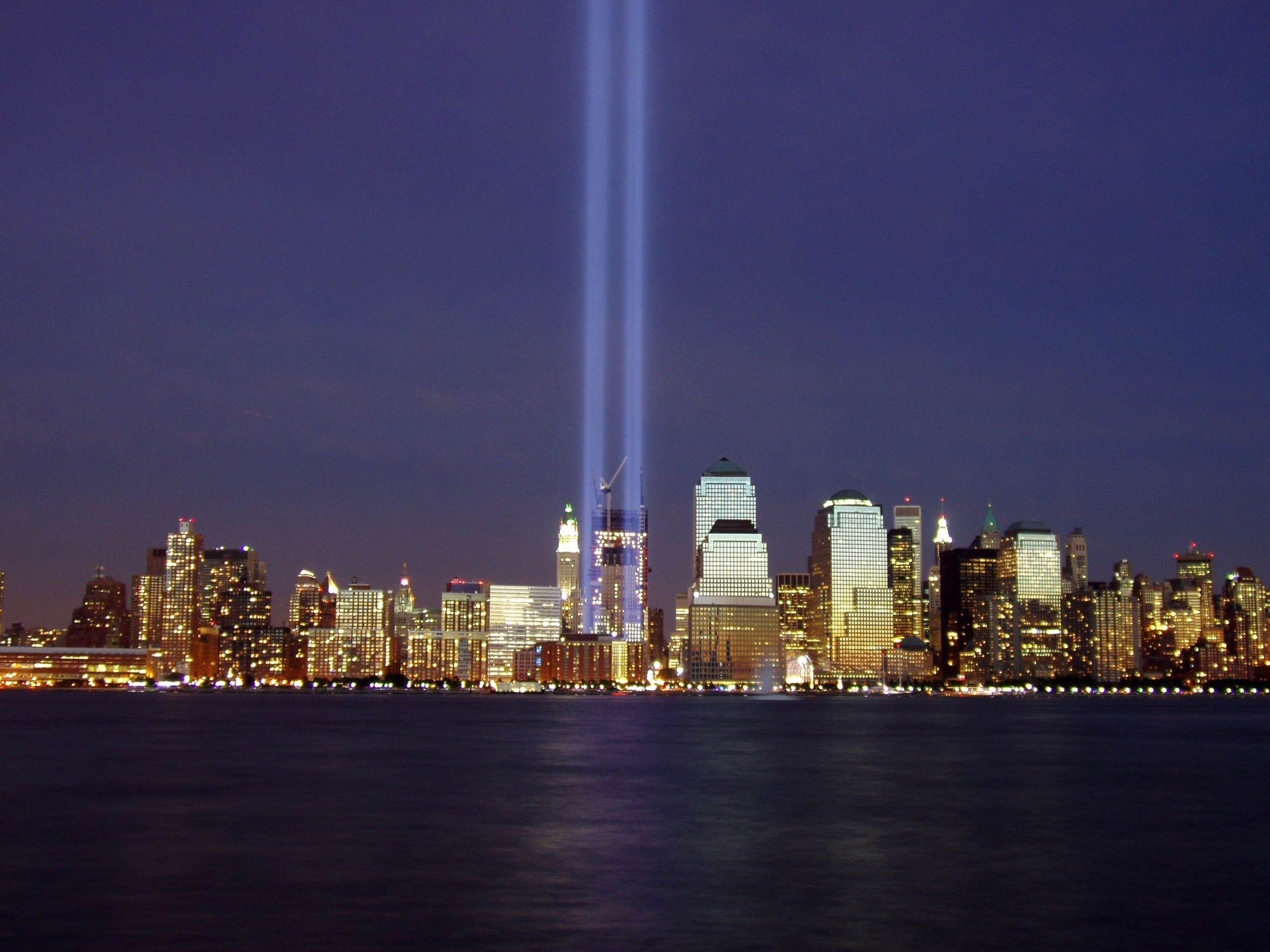
Tillfälligt minnesmärke, 11 september 2004.

### New York
Direkt efter attackerna påbörjades uppröjningar bland rasmassorna, I början först och främst för att söka efter överlevande. Därefter påbörjades det egentliga uppröjningsarbetet, vilket pågick i lite mer än ett halvår. Det första som gjordes var att köra bort, undersöka och därefter återvinna metallen från de raserade tvillingtornen. Därefter påbörjades rivningen av de resterande skadade byggnaderna. Arbetet pågick till den 8 maj 2002, då den sista pelaren från det före detta södra tornet lämnade platsen. En ceremoni ägde rum den 30 maj samma år. Återuppbyggnaden började i stort sett omedelbart efter uppröjningen med det nya 7 World Trade Center-tornet som började byggas den 7 maj 2002 och stod klart den 23 maj 2006. Nya Four World Trade Center började byggas 2008 och stod klar sommaren 2013. Det nya One World Trade Center-tornet, tidigare kallat Freedom Tower, började att byggas den 27 april 2006 och nådde sin maxhöjd utan antennen (topping out) i början av 2012, sin fulla höjd den 10 maj 2013. Det stod helt klart och invigdes den 3 november 2014. Det nya Three World Trade Center-tornet stod klart och öppnades i juni 2018. Även fler byggnader, numrerade 2 och 5 är på gång och en sjunde diskuteras. En minnesplats har öppnats på platsen där de gamla tvillingtornen stod. Ett museum öppnades under 2014. Större delen av nya World Trade Center-komplexet var färdigbyggt under första halvan av 2020-talet.

## Filmer
Det har gjorts ett antal filmer om eller inspirerade av 11 september-attackerna. Se listan i navigationsrutan underst i artikeln.